# Reed Plantation
Reed Plantation es una plantación ubicada en el condado de Aroostook en el estado estadounidense de Maine. En el Censo de 2010 tenía una población de 161 habitantes y una densidad poblacional de 1,05 personas por km².

## Geografía
Reed Plantation se encuentra ubicada en las coordenadas 45°41′32″N 68°5′21″O / 45.69222, -68.08917. Según la Oficina del Censo de los Estados Unidos, Reed Plantation tiene una superficie total de 153.31 km², de la cual 152.72 km² corresponden a tierra firme y (0.38%) 0.58 km² es agua.

## Demografía
Según el censo de 2010, había 161 personas residiendo en Reed Plantation. La densidad de población era de 1,05 hab./km². De los 161 habitantes, Reed Plantation estaba compuesto por el 96.27% blancos, el 0.62% eran afroamericanos, el 0% eran amerindios, el 0.62% eran asiáticos, el 0% eran isleños del Pacífico, el 0% eran de otras razas y el 2.48% pertenecían a dos o más razas. Del total de la población el 0% eran hispanos o latinos de cualquier raza.